# Real Racing 3
Real Racing 3 ist ein 2013 veröffentlichtes Rennspiel, das bei den Firemonkeys Studios in Australien entwickelt und weltweit durch Electronic Arts für iOS, Android, Nvidia Shield und BlackBerry 10 vertrieben wird. Real Racing 3 ist der Nachfolger von Real Racing 2 (2010) und Real Racing (2009). Es wird auf iOS und Android seit dem 28. Februar 2013 als Freemium Spiel angeboten.
Das Rennspiel beinhaltet fast ausschließlich reale Rennstrecken wie Hockenheimring, Nürburgring, Spa oder Indianapolis und real existierende lizenzierte Fahrzeuge, darunter BMW, Mercedes-Benz, Audi, Porsche, Lamborghini, Bugatti, Ford, Ferrari, McLaren, Koenigsegg usw. Neben den klassischen Rennserien gibt es eine NASCAR-Serie und eine Formel-E-Serie.

## Real Racing TV
Real Racing TV ist ein Youtube-Kanal von Real Racing 3, der In-Game-Neuigkeiten vorstellt. Die Videos können im Spiel angeschaut werden, jedoch werden die Videos je nach Neuigkeiten aktualisiert. Alle Videos sind in englischer Sprache.

## Spielprinzip
Zu Beginn des Spiels erhält der neue Spieler einen Porsche 911 GT3 RS geliehen, um damit die ersten Rennen zu absolvieren. Nach der Einführung muss der Spieler sein erstes Auto (Nissan Silvia S15 oder Ford Focus RS) kaufen.
Mit jedem Rennen erhält der Spieler Spielgeld (Renn-Dollar R$), Ruhmpunkte und bei Abschluss bestimmter Rennen auch Goldpunkte. Seit 2019 gibt es eine weitere Rennserie, welche ausschließlich Rennfahrzeuge beinhaltet (Formel 1, GT3, GT4, NASCAR), in welcher man eine neue Währung, M$, gewinnen kann. Zusätzlich gibt es hier die Möglichkeiten einzelne Fahrer, als auch Teammanager aufzuwerten, was gleichzeitig eine Leistungssteigerung der jeweiligen Fahrzeuge beinhaltet.
Mit den gewonnenen R$, M$ und/oder den Goldpunkten können dann eigene Fahrzeuge verbessert, neue Fahrzeuge gekauft, die Wartung bezahlt sowie Rennen und Wartungszeiten übersprungen werden. Der Spieler hat die Wahl abzuwarten, bis eine Verbesserung des Fahrzeugs nach Ablauf einer bestimmten Zeitspanne erfolgt ist, oder er investiert R$, M$ und/oder Gold, um dieses zu beschleunigen. R$, M$, als auch Gold können für reales Geld erworben werden (Preisspanne: 1,99 € – 99,99 €). Eine weitere Alternative ist, Wartungs- oder Aufwertungsintervalle durch das Abspielen diverser Werbevideos um mindestens 30 % pro Video zu verkürzen.
Durch Ruhmpunkte steigt der Spieler im Fahrerlevel auf und erhält bei jedem neuen Level Goldpunkte. Je höher sein Level ist, desto mehr Ruhmpunkte müssen erfahren werden, um das nächste Level zu erreichen. Das Maximum an R$/Ruhm ist momentan in der Kategorie „Straßensammlung“, Rennserie „Legende“, „Langstreckenlegenden“ in einem Rennen über 10 Runden auf dem Circuit des 24 Heures, Le Mans zu erreichen.
Bei regelmäßigem Besuch des Spiels in einem Monat wird einem im Wechsel und immer ansteigend R$, Gold, oder eine prozentuale Erhöhungen der R$ und des Ruhms im ersten Rennen des Tages ermöglicht. Hier liegt das Maximum bei täglichen Besuchen zum Ende des Monats bei 180 % Aufschlag für R$ oder 100 % Ruhm jeweils im ersten Rennen des Tages, oder 30 Gold.
Schließlich kann man einen Renngewinn durch den Einsatz eines „Manager“ (für R$), oder einer „Agentin“ (für Ruhm) verdoppeln, oder durch das Einsetzen eines „Renningenieurs“ den Wartungszustand vor dem gefahrenen Rennen wieder herstellen. Diese kann man nach einer gewissen Zeit immer wieder kostenlos, oder aber für jeweils 1 Gold einsetzen. Voraussetzung für die Verdoppelung des jeweiligen Gewinns ist, dass man das Rennen, in welchem diese eingesetzt werden, gewinnen muss. Wird dies nicht erreicht, verfällt der Einsatz der jeweiligen Personen und es wird nur ein einfacher Gewinn erzielt.

## Spielmodi
Auf den jeweiligen Rennstrecken gibt es unterschiedliche Rennveranstaltungen, welche in 2 Hauptkategorien unterteilt sind: Motorsport und Straßensammlung.
In beiden Kategorien gibt es 10 unterschiedliche Rennserien.
In der Kategorie „Motorsport“ können ausschließlich Rennsportfahrzeuge (Formel 1, NASCAR, Formel E, Supercars, IMSA, GT3, GT4 usw.), in der Kategorie „Straßensammlung“ sowohl Straßen-, als auch Rennsportfahrzeuge erworben und eingesetzt werden.
In jeder Rennserie gibt es 12 bis 28, Veranstaltungsserien mit jeweils bis zu 66 Rennen, die in 22 Stufen aufgeteilt sind. Folgende, höhere Stufen können nur gefahren werden, wenn auf den niedrigeren Stufen genug Pokale (für die Platzierungen 1 bis 3) erzielt wurden. Zusätzlich steigen bei erfolgreichem Verlauf und Freischaltung weiterer Rennen die Leistungsanforderungen für die einsetzbaren Fahrzeuge. Das bedeutet wiederum, dass meistens die leistungsstärksten Fahrzeuge in den einzelnen Veranstaltungsserien erworben und entsprechend aufgewertet werden müssen, um alle Rennen in den jeweiligen Veranstaltungsserien erfolgreich abschließen zu können. Meistens können dann erworbene Fahrzeuge in mehreren unterschiedlichen Renn- und Veranstaltungsserien eingesetzt werden.
Die einzelnen Arten von Rennen:
- Cup – ein klassisches Rennen mit 8 bis 22, in NASCAR-Rennen mit bis zu 44 Fahrzeugen. Es gibt keine Qualifikation, der Spieler startet immer als Letzter aus einer festen Startaufstellung.
- Kopf an Kopf – man fährt gegen nur einen Gegner für einige (meistens eine) Runde.
- Speed Snap – an einer festgelegten Stelle einer Strecke muss eine bestimmte Geschwindigkeit erreicht werden.
- Autocross – ein bestimmter Streckenabschnitt muss in einer festgelegten Zeit absolviert werden.
- Elimination – der Spieler startet als Letzter von 8 Teilnehmern, alle 20 Sekunden wird der Letzte im Feld aus dem Rennen genommen, Ziel ist es, erster zu werden.
- Jäger – ein Nissan Silvia startet mit Vorsprung auf einer Strecke und ist ein- bzw. zu überholen, gemessen wird die Strecke vor bzw. hinter dem zu verfolgenden Fahrzeug.
- Ausdauer – gestartet wird mit 60 Sekunden Zeitlimit, jede Überholung eines anderen Fahrzeuges bringt 10 zusätzliche Sekunden, jedes überfahren der Ziellinie erbringt einen Streckenlängen-abhängigen Zeitbonus. Ziel ist es, eine möglichst lange Strecke zu fahren.
- Drag Race – in diesem Beschleunigungsrennen, bei dem im Gegensatz zum Rest des Spiels manuell geschaltet werden muss, geht es darum, eine Viertelmeile in der kürzesten Zeit zu absolvieren.
- Temporekord – auf einer kompletten Runde muss die höchste Geschwindigkeit erreicht werden.
- Zeitrennen – mit fliegendem Start geht es darum, eine Runde in der kürzesten Zeit zu absolvieren, ohne von der Strecke abzukommen oder gegen die Begrenzung zu prallen.
- NASCAR – diese Rennen werden nur mit NASCAR-Fahrzeugen in einer eigenen Serie ausgetragen, welche mit fliegendem Start beginnen.
- Formel E – bei Formel E-Rennen treten nur Elektrofahrzeuge in einem klassischen Rennen an mit der Besonderheit, dass nur eine bestimmte Akkulaufzeit pro Fahrzeug vorhanden ist, mit der der Spieler haushalten muss.
- Formel 1 – hier kann man Formel 1 Fahrzeuge der Saison 2019 bis 2024 erwerben und auf entsprechenden Strecken fahren.

Im Wochenrhythmus werden Zeit- und Onlinerennen veranstaltet, in welchen man Gold und entsprechend R$ erfahren kann.
Mit jedem Update gibt es zusätzlich zeitlich begrenzte Rennserien und Wettbewerbe, mit denen neue Fahrzeuge gewonnen werden können.

## TSM
Als Time Shifted Multiplayer (TSM) wird innerhalb des Spiels ein Mechanismus bezeichnet, bei dem man zeitversetzt gegen andere reale Spieler antritt. Hierbei werden die Rundenzeiten realer Spieler von computergesteuerten Spielern „nachgefahren“. Die Auswahl der Gegner und somit die Schwierigkeit passt sich immer der Stärke des Spielers an, wodurch das Spiel spannend bleiben soll. Durch den Sieg gegen befreundete Spieler erhält man einen zusätzlichen Bonus.

## Steuerung
Die Steuerung bei Real Racing 3 erfolgt über den Bildschirm oder den Bewegungssensor. Es gibt 7 verschiedene Einstellmöglichkeiten mit variabler Empfindlichkeit. Die Fahrzeuge können je nach gewählter Einstellung automatisch Gas geben und bremsen. Geschaltet wird immer automatisch. Gelenkt wird immer manuell. Das Spiel kann (etwa auf der Nvidia Shield) auch per Controller gesteuert werden.

## Fahrzeuge
Mit Stand vom März 2023 gibt es bei Real Racing 3 insgesamt 344 verschiedene Fahrzeuge von 42 Herstellern (Acura, Alfa Romeo, Apollo, Ariel, Aston Martin, Audi, Bentley, BMW, Brabham, Bugatti, Cadillac, Caterham, Chevrolet, Dodge, Ferrari, Ford, Hennessey, Holden, Honda, Hyundai, Jaguar, Koenigsegg, KTM, Lamborghini, Lancia, Lexus, Lotus, Maserati, Mazda, McLaren, Mercedes-Benz, Mitsubishi, Nissan, Oreca, Pagani, Porsche, Renault, Shelby, Spada, SRT, Subaru, Toyota, VW), sowie Fahrzeuge der Formel 1, als auch der Formel E.

## Rennstrecken
Bei Real Racing 3 gibt es mit Stand März 2023 insgesamt 26 Strecken, davon einige mit mehreren Streckenführungen. Als Besonderheit können bis dato Monaco, Yas Marina Abu Dhabi, Marina Bay Singapur und Autódromo José Carlos Pace exklusiv in der Formel 1 und Richmond International Raceway ausschließlich in der NASCAR gefahren werden.
- Autodromo Nazionale Monza (3 Varianten)
- Autódromo José Carlos Pace
- Brands Hatch
- Circuit de Catalunya (3 Varianten)
- Circuit de Spa-Francorchamps
- Circuit des 24 Heures, Le Mans (inkl. Circuit Bugatti)
- Daytona International Speedway (3 Varianten)
- Dubai Autodrome (6 Varianten)
- Hong Kong Central Harbourfront Circuit
- Hockenheimring (3 Varianten)
- Indianapolis Motor Speedway (2 Varianten)
- Laguna Seca Raceway
- Melbourne (genau genommen ist dieses eine fiktive Rennstrecke, geographisch korrekt im Stadtteil Southbank, in dem sich der Firmensitz der Entwickler befindet)
- Mount Panorama Circuit
- Nürburgring (3 Varianten)
- Teststrecke Porsche Leipzig (3 Varianten der Einfahr- und Prüfstrecke des Porschewerks Leipzig)
- Richmond International Raceway
- Red Bull Ring (2 Varianten)
- Silverstone (4 Varianten)
- Suzuka Circuit (3 Varianten)
- Circuit of The Americas (3 Varianten)
- Circuit de Monaco
- Yas Marina Circuit Abu Dhabi
- Formula E New York Circuit
- Formula E Circuit Berlin
- Marina Bay Street Circuit Singapur
- Lime Rock Park (durch 2 alternative Schikanen 4 Varianten)